# Resultados do Carnaval de Campinas em 2010
Resultados do Carnaval de Campinas em 2010.

## Grupo Especial
| Colocação | Escola                 | Pontos | Nota            | Ref.  |
| --------- | ---------------------- | ------ | --------------- | ----- |
| 1º        | Rosa de Prata          | 198    |                 | [ 1 ] |
| 2º        | Unidos do Shangai      | 195    |                 | [ 1 ] |
| 3º        | Ponte Preta Amor Maior | 193    |                 | [ 1 ] |
| 4º        | Unidos do Santa Lúcia  | *      |                 | [ 1 ] |
| 5º        | Unidos do Grajaúna     | *      | Desclassificada | [ 1 ] |

## Grupo de acesso
| Colocação | Escola                 | Pontos | Nota            | Ref.  |
| --------- | ---------------------- | ------ | --------------- | ----- |
| 1º        | Renascença             | 195    | Promovida       | [ 1 ] |
| 2º        | Estrela Dalva          | 186    | Promovida       | [ 1 ] |
| 3º        | Unidos do Paranapanema | 135    | Rebaixada       | [ 1 ] |
| 4º        | Princesa de Madureira  | 100    | Rebaixada       | [ 1 ] |
| 5º        | Gaviões dos DICs       | *      | Desclassificada | [ 1 ] |

## Pleiteantes
| Colocação | Escola                  | Pontos | Nota      | Ref.  |
| --------- | ----------------------- | ------ | --------- | ----- |
| 1º        | Acadêmicos dos Amarais  | 192    | Promovida | [ 1 ] |
| 2º        | Acadêmicos da Vila Rica | 187    | Promovida | [ 1 ] |
| 3º        | Acadêmicos de Madureira | 177    | Promovida | [ 1 ] |

## Blocos
| Colocação | Bloco                       | Pontos | Ref.  |
| --------- | --------------------------- | ------ | ----- |
| 1º        | União da Vila Orosimbo Maia | 124    | [ 1 ] |
| 2º        | Bantus Nação Savuru         | 120    | [ 1 ] |
| 3º        | Turma da Panelinha          | 110    | [ 1 ] |